# 정태균 (법조인)
정태균(鄭泰均, 1924년 ~ 2018년 6월 10일)은 대한민국의 법조인이다. 취미는 낚시와 분재이며 부인 손춘자와 사이에 2남2녀가 있다. 아들 정일성(대현E&I대표이사) 정일갑(링고대표)과 딸 정승혜 정주현(교수)이다.

## 생애
1924년에 태어나 서울대학교 법학과에 재학 중이던 1951년 제2회 고등고시에서 합격한 이후 서울지방검찰청, 전주지방검찰청, 서울고등검찰청에서 검사, 서울지방검찰청에서 부장검사, 대구지방검찰청과 서울지방검찰청에서 차장검사, 대검찰청 검사를 거쳐 춘천지방검찰청, 전주지방검찰청, 광주지방검찰청, 부산지방검찰청에서 검사장을 역임하였다.
부산지방검찰청에서 검사장으로 있을 때인 1980년 5월 26일에 제23대 법무부 차관에 임명되어 1981년 4월 17일까지 재임하다가 검찰 출신으로는 드물게 1981년 4월에 대법관에 임명되어 6년 동안 재임했다. 정태균은 검사로 있으면서 마약 범죄 수사의 기초를 확립한 검사로 알려졌으며 1960년대 중반 서울지방검찰청 보건부 부장으로 있으면서 처음으로 마약 밀조단 계보를 파악해 일망타진하고 롱갈리트 사건을 수사하여 식품위생법 등 관계 법규를 제정하는데 일조하였다.
대검찰청 1과 과장 재직할 때는 부산직할시 김대만 시장의 뇌물수수 등 대형 사건을 수사하였다. 부산지방검찰청 검사로 있을 때는 국내에서 최초로 청소년 선도 조건부 기소유예 제도를 실시했다. 법무법인 아태 소속 고문 변호사를 역임했다. 2018년 6월 10일 오후 3시 30분 쯤에 노환으로 사망했다.

## 경력
- 서울지방검찰청 검사
- 전주지방검찰청 검사
- 서울고등검찰청 검사
- 1962년 2월 23일 대검찰청 감찰부 전담 검사[7]
- 서울고등검찰청 검사
- 1968년 12월 2일 서울지방검찰청 부장검사[8]
- 대구지방검찰청 차장검사
- 서울지방검찰청 차장검사
- 대검찰청 검사
- 1973년 4월 2일 ~ 1975년 9월 30일 서울고등검찰청 차장검사[9]
- 1975년 10월 1일 ~ 1976년 2월 29일 제20대 춘천지방검찰청 검사장
- 1977년 2월 17일 ~ 1978년 2월 10일 제21대 전주지방검찰청 검사장
- 1978년 2월 11일 ~ 1979년 2월 18일 제21대 광주지방검찰청 검사장
- 1979년 2월 19일 ~ 1980년 5월 25일 제20대 부산지방검찰청 검사장
- 1980년 5월 26일 ~ 1981년 4월 17일 제23대 법무부 차관
- 1981년 4월 - 1986년 4월 대법관

## 수사 사건
- "연세대학교 학생 2000여명의 데모는 학원의 독재를 뿌리채 뽑기 위해 일어난 것이지 미국인을 상대로 폭력행위를 쓰지는 않았다"며 "하루 속히 학원에 돌아가 수업을 계속할 수 있는 길을 열어달라"고 최후 진술했던 '연세대학교 난동 사건' 피고인들에게 1960년 12월 22일에 "한미 간의 우호관계를 그르쳤을 뿐만 아니라 최고 학부에서 수업하고 있는 기성인들로서 있을 수 없는 폭력 또는 파괴행위를 저질렀으므로 벌을 받아야 한다"고 하면서 피고인 10명 전원에게 특수주거침입, 특수손괴죄를 적용해 징역1년이상의 실형을 구형했으나 서울형사지방법원(김종선 재판장)은 12월 24일에 "원일한 총장 집에 침입한 학생 2000여 명 중에 10명만 처벌한다는 것은 균등한 결과를 만드는 것이 아니다"며 7명에 대해 선고유예 판결하면서 소년범인 3명에게 소년부 지원 송치를 선고했다.[10]

- 대검찰청 수사국 검사로 있던 1969년 3월 27일에 미국산 제초제를 검사할 때 3~40% 불순물이 있는 것을 확인하고도 확인증을 내주는 등  외계수입농약을 검사할 때마다 10~50만원의 커미션을 받은 농림부 식물방역과 과장과 계장을 뇌물수수로 구속했다.[11] 1969년 4월 27일에 각종 토건공사를 둘러싸고 업자들로부터 1600만원을 받은 부산시장 김대만과 총무과장 변정섭을 특가법 뇌물죄로 구속했다.[12]